# 전력공학

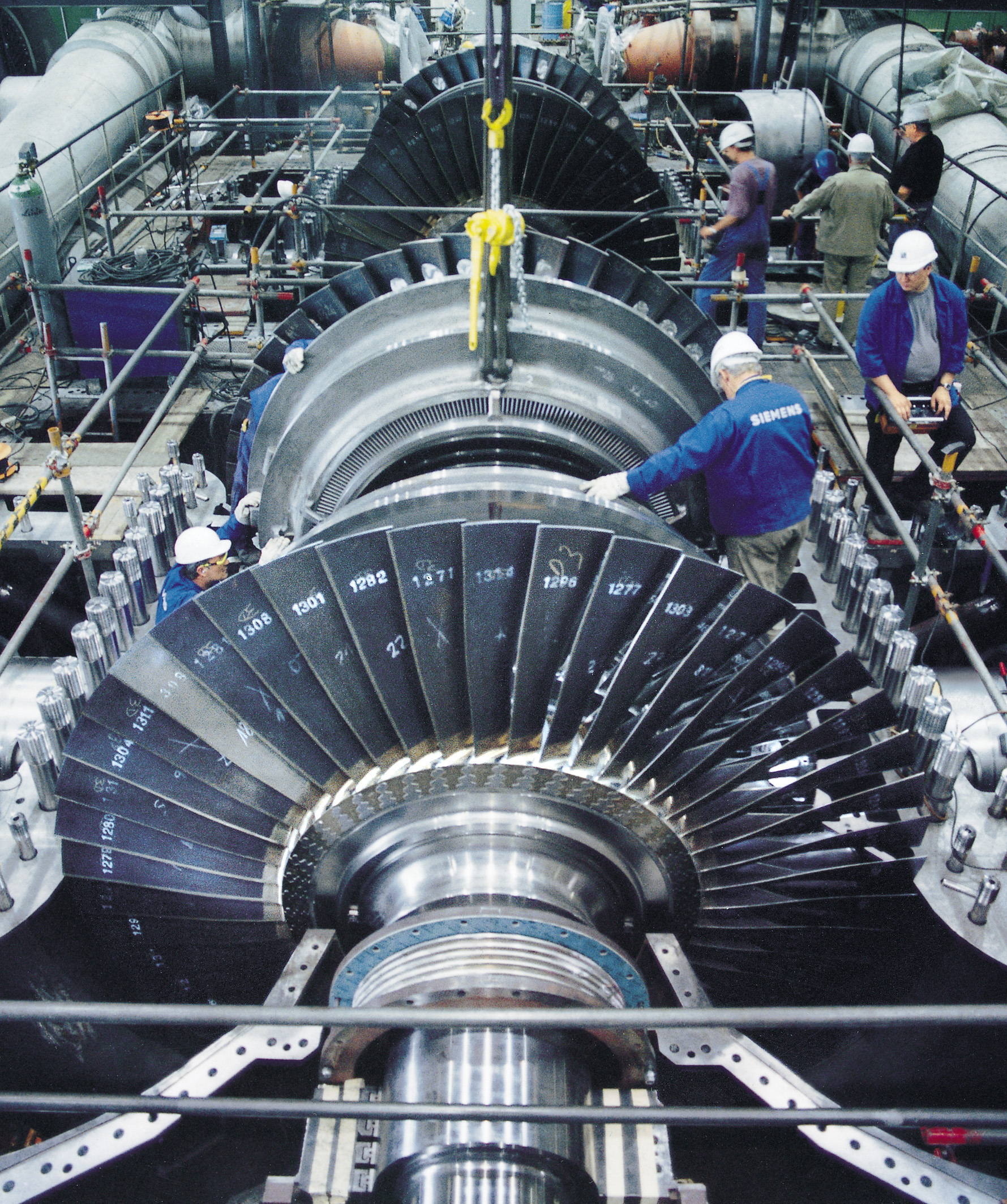

전력공학(Power engineering)은 전력의 생산, 전송, 배전, 활용을 다루는 전기공학의 하위 분야이다. 또, 이러한 시스템들에 연결되는 전기기구까지 다룬다. 이 분야의 대부분이 3상전력 문제와 관련되지만 이 분야의 상당 부분이 AC 전력과 DC 전력 간 변환, 그리고 항공기나 전기철로망에 쓰이는 특수전력시스템의 개발과 관련된다. 전력공학은 전기공학의 이론적 토대의 대부분을 도입하고 있다.

## 같이 보기
- 전력 전자공학